# Campionato europeo maschile under 18 di pallavolo 2024
Il campionato europeo maschile under 18 di pallavolo 2024 si è svolto dal 10 al 21 luglio 2024 a Sofia e Plovdiv, in Bulgaria: al torneo hanno partecipato sedici squadre nazionali under 18 europee e la vittoria finale è andata, per la terza volta, alla Francia.

## Impianti
|                                                                              |                                                                |  |
|                                                                              |                                                                |  |
| Sportna zala Levski Sofia Città: Sofia Capienza: 1 724 Anno d'apertura: 2020 | Kolodruma Città: Plovdiv Capienza: 6 062 Anno d'apertura: 2015 |  |

## Regolamento

### Formula
La formula ha previsto:
- Fase a gironi, disputata con girone all'italiana, con partite di sola andata: le prime due classificate di ogni girone hanno acceduto alla fase finale;
- Fase finale, disputata con semifinali, finale per il terzo posto e finale.

### Criteri di classifica
Se il risultato finale è stato di 3-0 o 3-1 sono stati assegnati 3 punti alla squadra vincente e 0 a quella sconfitta, se il risultato finale è stato di 3-2 sono stati assegnati 2 punti alla squadra vincente e 1 a quella sconfitta.
L'ordine del posizionamento in classifica è stato definito in base a:
- Numero di partite vinte;
- Punti;
- Ratio dei set vinti/persi;
- Ratio dei punti realizzati/subiti;
- Risultati degli scontri diretti.

## Squadre partecipanti
| Squadra    | Qualificazione                                               | Ultima partecipazione                |
| ---------- | ------------------------------------------------------------ | ------------------------------------ |
| Austria    | 2ª alla seconda fase del torneo di qualificazione (girone B) | / Bosnia ed Erzegovina e Serbia 2013 |
| Belgio     | 2ª alla seconda fase del torneo di qualificazione (girone D) | Georgia 2022                         |
| Bulgaria   | Paese organizzatore                                          | Georgia 2022                         |
| Estonia    | 2ª alla seconda fase del torneo di qualificazione (girone E) | Austria 2007                         |
| Finlandia  | 1ª alla prima fase del torneo di qualificazione (NEVZA)      | Georgia 2022                         |
| Francia    | 1ª alla prima fase del torneo di qualificazione (WEVZA)      | Georgia 2022                         |
| Grecia     | 2ª alla seconda fase del torneo di qualificazione (girone A) | Georgia 2022                         |
| Italia     | 1ª alla seconda fase del torneo di qualificazione (girone A) | Georgia 2022                         |
| Polonia    | 1ª alla prima fase del torneo di qualificazione (EEVZA)      | Georgia 2022                         |
| Portogallo | 1ª alla seconda fase del torneo di qualificazione (girone C) | Spagna 1995                          |
| Rep. Ceca  | 1ª alla seconda fase del torneo di qualificazione (girone E) | Georgia 2022                         |
| Romania    | 1ª alla prima fase del torneo di qualificazione (BVA)        | / Ungheria e Slovacchia 2017         |
| Slovenia   | 1ª alla prima fase del torneo di qualificazione (MEVZA)      | Georgia 2022                         |
| Spagna     | 1ª alla seconda fase del torneo di qualificazione (girone C) | Turchia 2015                         |
| Turchia    | 1ª alla seconda fase del torneo di qualificazione (girone B) | Italia 2020                          |
| Ucraina    | 2ª alla seconda fase del torneo di qualificazione (girone C) | / Repubblica Ceca e Slovacchia 2018  |

## Torneo

### Fase a gironi
| Girone I (a Sofia) | Girone II (a Plovdiv) |
| ------------------ | --------------------- |
| Austria            | Belgio                |
| Bulgaria           | Estonia               |
| Finlandia          | Grecia                |
| Francia            | Italia                |
| Polonia            | Rep. Ceca             |
| Portogallo         | Romania               |
| Turchia            | Slovenia              |
| Ucraina            | Spagna                |

#### Girone I

##### Risultati
| 10 luglio 2024 Sportna zala Levski Sofia, Sofia Durata: 1h:07 - Spettatori: 60  | Austria    | 0 - 3 | Francia    | 11-25, 22-25, 21-25               |
| 10 luglio 2024 Sportna zala Levski Sofia, Sofia Durata: 2h:09 - Spettatori: 118 | Finlandia  | 3 - 2 | Turchia    | 25-23, 22-25, 25-14, 24-26, 15-12 |
| 10 luglio 2024 Sportna zala Levski Sofia, Sofia Durata: 1h:37 - Spettatori: 250 | Bulgaria   | 3 - 1 | Portogallo | 23-25, 25-15, 25-20, 25-18        |
| 10 luglio 2024 Sportna zala Levski Sofia, Sofia Durata: 1h:03 - Spettatori: 23  | Ucraina    | 0 - 3 | Polonia    | 12-25, 14-25, 12-25               |
| 11 luglio 2024 Sportna zala Levski Sofia, Sofia Durata: 1h:44 - Spettatori: 48  | Portogallo | 1 - 3 | Turchia    | 23-25, 22-25, 25-17, 16-25        |
| 11 luglio 2024 Sportna zala Levski Sofia, Sofia Durata: 1h:50 - Spettatori: 125 | Francia    | 3 - 1 | Finlandia  | 23-25, 28-26, 25-23, 25-19        |
| 11 luglio 2024 Sportna zala Levski Sofia, Sofia Durata: 1h:17 - Spettatori: 300 | Bulgaria   | 3 - 0 | Ucraina    | 26-24, 25-20, 25-21               |
| 11 luglio 2024 Sportna zala Levski Sofia, Sofia Durata: 1h:07 - Spettatori: 44  | Polonia    | 3 - 0 | Austria    | 25-23, 25-14, 25-13               |
| 12 luglio 2024 Sportna zala Levski Sofia, Sofia Durata: 1h:13 - Spettatori: 22  | Ucraina    | 0 - 3 | Portogallo | 21-25, 20-25, 23-25               |
| 12 luglio 2024 Sportna zala Levski Sofia, Sofia Durata: 1h:55 - Spettatori: 71  | Finlandia  | 1 - 3 | Polonia    | 23-25, 16-25, 27-25, 26-28        |
| 12 luglio 2024 Sportna zala Levski Sofia, Sofia Durata: 1h:13 - Spettatori: 200 | Austria    | 0 - 3 | Bulgaria   | 17-25, 14-25, 23-25               |
| 12 luglio 2024 Sportna zala Levski Sofia, Sofia Durata: 1h:07 - Spettatori: 55  | Turchia    | 0 - 3 | Francia    | 21-25, 18-25, 18-25               |
| 14 luglio 2024 Sportna zala Levski Sofia, Sofia Durata: 1h:19 - Spettatori: 27  | Ucraina    | 0 - 3 | Austria    | 17-25, 23-25, 24-26               |
| 14 luglio 2024 Sportna zala Levski Sofia, Sofia Durata: 1h:22 - Spettatori: 68  | Polonia    | 3 - 0 | Turchia    | 25-13, 25-23, 27-25               |
| 14 luglio 2024 Sportna zala Levski Sofia, Sofia Durata: 1h:40 - Spettatori: 600 | Bulgaria   | 1 - 3 | Finlandia  | 16-25, 25-22, 19-25, 23-25        |
| 14 luglio 2024 Sportna zala Levski Sofia, Sofia Durata: 1h:30 - Spettatori: 60  | Portogallo | 1 - 3 | Francia    | 22-25, 20-25, 25-21, 18-25        |
| 15 luglio 2024 Sportna zala Levski Sofia, Sofia Durata: 1h:13 - Spettatori: 32  | Finlandia  | 3 - 0 | Ucraina    | 25-18, 25-20, 25-22               |
| 15 luglio 2024 Sportna zala Levski Sofia, Sofia Durata: 1h:15 - Spettatori: 42  | Austria    | 0 - 3 | Portogallo | 24-26, 22-25, 23-25               |
| 15 luglio 2024 Sportna zala Levski Sofia, Sofia Durata: 1h:15 - Spettatori: 300 | Turchia    | 3 - 0 | Bulgaria   | 25-18, 25-23, 25-22               |
| 15 luglio 2024 Sportna zala Levski Sofia, Sofia Durata: 1h:40 - Spettatori: 90  | Francia    | 3 - 1 | Polonia    | 26-24, 22-25, 25-17, 25-17        |
| 17 luglio 2024 Sportna zala Levski Sofia, Sofia Durata: 1h:08 - Spettatori: 30  | Portogallo | 0 - 3 | Polonia    | 19-25, 13-25, 17-25               |
| 17 luglio 2024 Sportna zala Levski Sofia, Sofia Durata: 1h:37 - Spettatori: 60  | Ucraina    | 1 - 3 | Turchia    | 23-25, 25-18, 20-25, 19-25        |
| 17 luglio 2024 Sportna zala Levski Sofia, Sofia Durata: 1h:09 - Spettatori: 550 | Bulgaria   | 0 - 3 | Francia    | 22-25, 13-25, 22-25               |
| 17 luglio 2024 Sportna zala Levski Sofia, Sofia Durata: 1h:17 - Spettatori: 24  | Austria    | 0 - 3 | Finlandia  | 24-26, 23-25, 21-25               |
| 18 luglio 2024 Sportna zala Levski Sofia, Sofia Durata: 1h:23 - Spettatori: 36  | Francia    | 3 - 1 | Ucraina    | 25-22, 20-25, 25-9, 25-23         |
| 18 luglio 2024 Sportna zala Levski Sofia, Sofia Durata: 1h:54 - Spettatori: 42  | Turchia    | 3 - 2 | Austria    | 21-25, 25-22, 25-17, 21-25, 15-10 |
| 18 luglio 2024 Sportna zala Levski Sofia, Sofia Durata: 1h:15 - Spettatori: 60  | Finlandia  | 3 - 0 | Portogallo | 25-17, 25-23, 25-17               |
| 18 luglio 2024 Sportna zala Levski Sofia, Sofia Durata: 1h:44 - Spettatori: 250 | Polonia    | 3 - 1 | Bulgaria   | 20-25, 25-18, 25-20, 25-17        |

##### Classifica
| Pos. | Squadra    | Pt | G | V | P | SV | SP | Ratio | PF  | PS  | Ratio |
| ---- | ---------- | -- | - | - | - | -- | -- | ----- | --- | --- | ----- |
| 1.   | Francia    | 21 | 7 | 7 | 0 | 21 | 4  | 5,250 | 615 | 508 | 1,211 |
| 2.   | Polonia    | 18 | 7 | 6 | 1 | 19 | 5  | 3,800 | 583 | 468 | 1,246 |
| 3.   | Finlandia  | 14 | 7 | 5 | 2 | 17 | 9  | 1,889 | 619 | 572 | 1,082 |
| 4.   | Turchia    | 12 | 7 | 4 | 3 | 14 | 13 | 1,077 | 585 | 598 | 0,978 |
| 5.   | Bulgaria   | 9  | 7 | 3 | 4 | 11 | 13 | 0,846 | 532 | 539 | 0,987 |
| 6.   | Portogallo | 6  | 7 | 2 | 5 | 9  | 15 | 0,600 | 506 | 569 | 0,889 |
| 7.   | Austria    | 4  | 7 | 1 | 6 | 5  | 18 | 0,278 | 470 | 548 | 0,858 |
| 8.   | Ucraina    | 0  | 7 | 0 | 7 | 2  | 21 | 0,095 | 457 | 565 | 0,809 |

      Qualificata alla fase finale.

#### Girone II

##### Risultati
| 10 luglio 2024 Kolodruma, Plovdiv Durata: 1h:33 - Spettatori: 50 | Romania   | 1 - 3 | Belgio    | 25-23, 18-25, 13-25, 17-25        |
| 10 luglio 2024 Kolodruma, Plovdiv Durata: 1h:43 - Spettatori: 80 | Grecia    | 3 - 1 | Slovenia  | 25-22, 25-23, 23-25, 25-21        |
| 10 luglio 2024 Kolodruma, Plovdiv Durata: 1h:07 - Spettatori: 50 | Italia    | 3 - 0 | Estonia   | 25-18, 25-17, 25-17               |
| 10 luglio 2024 Kolodruma, Plovdiv Durata: 1h:14 - Spettatori: 50 | Spagna    | 3 - 0 | Rep. Ceca | 25-15, 25-18, 29-27               |
| 11 luglio 2024 Kolodruma, Plovdiv Durata: 1h:34 - Spettatori: 50 | Estonia   | 1 - 3 | Slovenia  | 25-17, 25-27, 16-25, 14-25        |
| 11 luglio 2024 Kolodruma, Plovdiv Durata: 1h:44 - Spettatori: 60 | Belgio    | 3 - 1 | Grecia    | 18-25, 25-22, 25-23, 25-23        |
| 11 luglio 2024 Kolodruma, Plovdiv Durata: 1h:30 - Spettatori: 80 | Italia    | 3 - 0 | Spagna    | 25-22, 25-14, 34-32               |
| 11 luglio 2024 Kolodruma, Plovdiv Durata: 1h:19 - Spettatori: 80 | Rep. Ceca | 3 - 0 | Romania   | 25-20, 25-22, 25-19               |
| 12 luglio 2024 Kolodruma, Plovdiv Durata: 1h:24 - Spettatori: 50 | Spagna    | 3 - 1 | Estonia   | 21-25, 25-19, 25-11, 25-15        |
| 12 luglio 2024 Kolodruma, Plovdiv Durata: 1h:53 - Spettatori: 50 | Grecia    | 1 - 3 | Rep. Ceca | 25-23, 20-25, 21-25, 20-25        |
| 12 luglio 2024 Kolodruma, Plovdiv Durata: 1h:32 - Spettatori: 60 | Romania   | 1 - 3 | Italia    | 9-25, 19-25, 25-22, 18-25         |
| 12 luglio 2024 Kolodruma, Plovdiv Durata: 1h:23 - Spettatori: 80 | Slovenia  | 3 - 0 | Belgio    | 26-24, 29-27, 25-17               |
| 14 luglio 2024 Kolodruma, Plovdiv Durata: 1h:15 - Spettatori: 40 | Spagna    | 3 - 0 | Romania   | 25-19, 25-22, 25-19               |
| 14 luglio 2024 Kolodruma, Plovdiv Durata: 2h:11 - Spettatori: 60 | Rep. Ceca | 2 - 3 | Slovenia  | 25-23, 21-25, 25-21, 23-25, 9-15  |
| 14 luglio 2024 Kolodruma, Plovdiv Durata: 1h:07 - Spettatori: 90 | Italia    | 3 - 0 | Grecia    | 25-20, 25-18, 25-17               |
| 14 luglio 2024 Kolodruma, Plovdiv Durata: 2h:11 - Spettatori: 70 | Estonia   | 2 - 3 | Belgio    | 28-26, 19-25, 19-25, 30-28, 11-15 |
| 15 luglio 2024 Kolodruma, Plovdiv Durata: 1h:07 - Spettatori: 50 | Grecia    | 0 - 3 | Spagna    | 16-25, 19-25, 22-25               |
| 15 luglio 2024 Kolodruma, Plovdiv Durata: 2h:00 - Spettatori: 50 | Romania   | 1 - 3 | Estonia   | 23-25, 23-25, 31-29, 25-27        |
| 15 luglio 2024 Kolodruma, Plovdiv Durata: 1h:03 - Spettatori: 50 | Slovenia  | 0 - 3 | Italia    | 21-25, 10-25, 15-25               |
| 15 luglio 2024 Kolodruma, Plovdiv Durata: 1h:42 - Spettatori: 60 | Belgio    | 3 - 1 | Rep. Ceca | 25-18, 23-25, 25-21, 25-18        |
| 17 luglio 2024 Kolodruma, Plovdiv Durata: 1h:12 - Spettatori: 30 | Estonia   | 0 - 3 | Rep. Ceca | 17-25, 22-25, 22-25               |
| 17 luglio 2024 Kolodruma, Plovdiv Durata: 2h:01 - Spettatori: 70 | Spagna    | 3 - 1 | Slovenia  | 31-33, 28-26, 25-15, 33-31        |
| 17 luglio 2024 Kolodruma, Plovdiv Durata: 1h:32 - Spettatori: 80 | Italia    | 3 - 1 | Belgio    | 23-25, 25-19, 25-19, 25-14        |
| 17 luglio 2024 Kolodruma, Plovdiv Durata: 2h:09 - Spettatori: 40 | Romania   | 2 - 3 | Grecia    | 21-25, 25-16, 25-23, 16-25, 16-18 |
| 18 luglio 2024 Kolodruma, Plovdiv Durata: 1h:39 - Spettatori: 40 | Belgio    | 3 - 1 | Spagna    | 25-23, 25-14, 22-25, 25-22        |
| 18 luglio 2024 Kolodruma, Plovdiv Durata: 1h:10 - Spettatori: 50 | Slovenia  | 3 - 0 | Romania   | 25-15, 25-21, 25-19               |
| 18 luglio 2024 Kolodruma, Plovdiv Durata: 1h:15 - Spettatori: 40 | Grecia    | 3 - 0 | Estonia   | 25-20, 25-21, 25-21               |
| 18 luglio 2024 Kolodruma, Plovdiv Durata: 1h:08 - Spettatori: 60 | Rep. Ceca | 0 - 3 | Italia    | 10-25, 21-25, 22-25               |

##### Classifica
| Pos. | Squadra   | Pt | G | V | P | SV | SP | Ratio  | PF  | PS  | Ratio |
| ---- | --------- | -- | - | - | - | -- | -- | ------ | --- | --- | ----- |
| 1.   | Italia    | 21 | 7 | 7 | 0 | 21 | 2  | 10,500 | 579 | 422 | 1,372 |
| 2.   | Spagna    | 15 | 7 | 5 | 2 | 16 | 8  | 2,000  | 594 | 533 | 1,114 |
| 3.   | Belgio    | 14 | 7 | 5 | 2 | 16 | 12 | 1,333  | 650 | 617 | 1,053 |
| 4.   | Slovenia  | 11 | 7 | 4 | 3 | 14 | 12 | 1,167  | 600 | 596 | 1,007 |
| 5.   | Rep. Ceca | 10 | 7 | 3 | 4 | 12 | 13 | 0,923  | 546 | 569 | 0,960 |
| 6.   | Grecia    | 8  | 7 | 3 | 4 | 11 | 15 | 0,733  | 571 | 597 | 0,956 |
| 7.   | Estonia   | 4  | 7 | 1 | 6 | 7  | 19 | 0,368  | 538 | 636 | 0,846 |
| 8.   | Romania   | 1  | 7 | 0 | 7 | 5  | 21 | 0,238  | 525 | 633 | 0,829 |

      Qualificata alla fase finale.

### Fase finale

#### Tabellone
|  | Semifinali | Semifinali | Semifinali |        |    | Finale          | Finale          | Finale          |  |
|  |            |            |            |        |    |                 |                 |                 |  |
|  | 1I         | Francia    | 3          |        |    |                 |                 |                 |  |
|  | 1I         | Francia    | 3          |        |    |                 |                 |                 |  |
|  | 2II        | Spagna     | 0          |        |    |                 |                 |                 |  |
|  | 2II        | Spagna     | 0          |        | 1I | Francia         | 3               |                 |  |
|  |            |            |            |        | 1I | Francia         | 3               |                 |  |
|  |            |            | 1II        | Italia | 0  |                 |                 |                 |  |
|  | 1II        | Italia     | 1II        | Italia | 0  | 3               |                 |                 |  |
|  | 1II        | Italia     |            |        |    | 3               |                 |                 |  |
|  | 2I         | Polonia    | 1          |        |    | Finale 3º posto | Finale 3º posto | Finale 3º posto |  |
|  | 2I         | Polonia    | 1          |        |    |                 |                 |                 |  |
|  |            |            |            |        |    |                 |                 |                 |  |
|  |            |            |            |        |    | 2II             | Spagna          | 2               |  |
|  |            |            |            |        |    | 2II             | Spagna          | 2               |  |
|  |            |            |            |        |    | 2I              | Polonia         | 3               |  |

#### Risultati

##### Semifinali
| 20 luglio 2024 Sportna zala Levski Sofia, Sofia Durata: 1h:10 - Spettatori: 150 | Francia | 3 - 0 | Spagna  | 25-20, 25-19, 25-20        |
| 20 luglio 2024 Sportna zala Levski Sofia, Sofia Durata: 1h:41 - Spettatori: 211 | Italia  | 3 - 1 | Polonia | 25-23, 21-25, 25-18, 25-23 |

##### Finale 3º posto
| 21 luglio 2024 Sportna zala Levski Sofia, Sofia Durata: 2h:14 - Spettatori: 180 | Spagna | 2 - 3 | Polonia | 21-25, 20-25, 30-28, 28-26, 12-15 |

##### Finale
| 21 luglio 2024 Sportna zala Levski Sofia, Sofia Durata: 1h:11 - Spettatori: 600 | Francia | 3 - 0 | Italia | 25-15, 25-20, 25-21 |

## Classifica finale
| Pos | Squadra    | Rosa |
| --- | ---------- | --- |
|     | Francia    | Formazione: 2 Duflos-Rossi, 3 Delaporte, 4 Mistoco, 5 Martzluff, 6 Dukic, 7 Renevot, 8 Schmitz-Straumann, 9 Respaut, 10 Jokanovic, 12 Iyegbekedo, 13 Natzev, 14 Laplace, 15 Crane, 18 Lapierre, CT: Leprovost    |
|     | Italia     | Formazione: 1 Boschini, 2 Argilagos, 3 Benacchio, 4 Ruzza, 6 Ciampi, 7 Usanza, 8 Porro, 9 Cremoni, 10 Garello, 13 Zlatanov, 14 Giani, 15 Crosato, 18 Tosti, 19 Dalfiume, CT: Cresta                              |
|     | Polonia    | Formazione: 2 Durski, 3 Chrzanowski, 4 Szczurowski, 9 Korona, 11 Drąg, 12 Pietruszewski, 13 Dudek, 14 Kocik, 16 Trawka, 17 Schadach, 19 Pobrotyn, 21 Kiciński, 23 Falkowski, 24 Lenik, CT: Nawrocki              |
| 4   | Spagna     | Formazione: 1 Cañadas, 4 Tugores, 5 Amorós, 7 Jiménez, 9 Rejón, 10 Gómez, 12 Vidal, 14 Kunda, 15 García, 16 Irache, 17 Miguel, 18 Fernández, 20 Menekbi, 21 Larrañaga, CT: Mosquera                              |
| 5   | Finlandia  | Formazione: 1 Kukkonen, 2 Salmijärvi, 3 Huikari, 4 Vainio, 5 Kuukasjärvi, 6 Puhakka, 7 Viljamaa, 8 Siika-aho, 9 Vesanen, 10 Vanhatupa, 11 Ahvenjärvi, 12 Ruohola, 13 Kolehmainen, 14 Laitinen, CT: Muurinen      |
| 6   | Belgio     | Formazione: 2 Hubert, 4 Lambert, 5 Speltinckx, 6 Rauwoens, 7 Devoghel, 8 Vanbroekhoven, 10 Strobbe, 11 Stoliar, 15 Coussens, 17 Vermariën, 19 Aly, 20 Parmentier, 22 Sophie, 25 De Rechter, CT: Moyaert          |
| 7   | Turchia    | Formazione: 1 Karahan, 2 Akarsu, 3 Ayrancı, 5 Koçal, 6 Aslan, 7 Ünver, 8 Titiz, 9 Şentürk, 12 Han, 13 Uzunca, 16 Yağlı, 24 Barlak, 25 Ersoy, 29 Biber, CT: Yılmaz                                                |
| 8   | Slovenia   | Formazione: 1 Kastelic, 3 Zalokar, 4 Repnik, 5 Filovski, 6 Skudnik, 9 Kurat, 10 Jensterle, 11 Zmagaj, 12 Hribernik, 13 Ručigaj, 14 Slatinšek, 15 Špes Podbregar, 16 Cestnik, 18 Klinger, CT: Hribar              |
| 9   | Rep. Ceca  | Formazione: 1 Heřmanský, 2 Filip, 4 Čajan, 5 Židlík, 6 Donát, 7 Jak. Svoboda, 9 Tóth, 14 Dryje, 16 Vybral, 17 Skolka, 19 Baláž, 20 Vráblík, 27 Nekola, 29 Daníček, CT: Jan Svoboda                               |
| 10  | Bulgaria   | Formazione: 1 P. Ivanov, 2 Nikolaev, 3 Veličkov, 4 Dobrev, 5 Tiholov, 7 Marinov, 8 Georgiev, 9 Uzunov, 10 Jenij, 13 Salparov, 17 Konstantinov, 18 K. Ivanov, 19 Manolev, 25 Mihovski, CT: Veličkova              |
| 11  | Grecia     | Formazione: 1 Gkrillas, 2 Arapakīs, 3 Armaos, 4 Karapetsas, 5 Mantelidīs, 6 Vellinīs, 7 Paraskeuopoulos, 8 Gkotsidīs, 9 Kouvaras, 10 Geōrgountzos, 12 Dervas, 14 Mouchlias, 17 Manikas, 18 Mponias, CT: Rousakīs |
| 12  | Portogallo | Formazione: 1 Colaço, 2 Felgueiras, 3 Lopes, 4 Pinto, 5 Pereira, 7 Prey, 8 Pinho, 9 Ferradaz, 10 Leal, 11 Pedrosa, 12 Abecasis, 14 Cardoso, CT: Rosa                                                             |
| 13  | Estonia    | Formazione: 1 Rohumets, 2 Voit, 3 Püvi, 4 Kreek, 5 Hollas, 7 Saimre, 8 Antsi, 9 Koitla, 10 Üprus, 14 Türkson, 15 Kurik, 17 Jefanov, 21 Lehiste, 22 Soodla, CT: Lipp                                              |
| 14  | Austria    | Formazione: 1 Sponer, 3 Mürzl, 4 Schmied, 6 Erlinger, 7 Bauer, 8 Schlöglhofer, 9 Mozina, 12 Konteh, 14 Hohenauer, 15 Gavan, 21 Dintl, 22 Weber, 24 Ratz-Michal, CT: Pušnik                                       |
| 15  | Romania    | Formazione: 1 Petculescu, 2 Oprea, 3 Palffy, 4 Verciuc, 5 Filip, 6 Patca, 7 Ispas, 8 Verdeş, 10 Crişan, 11 Alecu, 12 Șovan, 13 Ghiuţă, 14 Grigore, 15 Cătălin, CT: Parpală                                       |
| 16  | Ucraina    | Formazione: 3 Rjazanov, 4 Lunkan, 5 Svyrydov, 9 Bilous, 10 Tonkonoh, 12 Jacenko, 13 Marijevs′kyj, 14 Juchymčuk, 15 Mošenčyč, 16 Tymkiv, 17 Chocevyč, 19 Vojtjuk, 21 Tkačenko, 22 Bojko, CT: Rjabucha             |

|  |  |  |  | Qualificate al Campionato mondiale under 19 2025 |

## Premi individuali
| Premio                | Nome                 | Squadra |
| --------------------- | -------------------- | ------- |
| MVP                   | Noa Duflos-Rossi     | Francia |
| Miglior palleggiatore | Théo Martzluff       | Francia |
| Miglior opposto       | Ino Dukic            | Francia |
| Miglior schiacciatore | Noa Duflos-Rossi     | Francia |
| Miglior schiacciatore | Manuel Zlatanov      | Italia  |
| Miglior centrale      | Alessandro Benacchio | Italia  |
| Miglior centrale      | Tymoteusz Lenik      | Polonia |
| Miglior libero        | Guillaume Respaut    | Francia |

## Statistiche
| Rendimento individuale | Rendimento individuale | Rendimento individuale | Rendimento individuale |
| Pos.                   | Nome                   | Punti                  | Squadra                |
| ---------------------- | ---------------------- | ---------------------- | ---------------------- |
| 1                      | César Irache           | 189                    | Spagna                 |
| 2                      | Joosep Kurik           | 148                    | Estonia                |
| 3                      | Noa Duflos-Rossi       | 126                    | Francia                |
| 4                      | Andrej Jokanovic       | 121                    | Francia                |
| 4                      | Manuel Zlatanov        | 121                    | Italia                 |
| 6                      | Ata Ünver              | 119                    | Turchia                |
| 7                      | Guilhem Hubert         | 117                    | Belgio                 |
| 8                      | Gianluca Cremoni       | 112                    | Italia                 |
| 8                      | Kaapo Vanhatupa        | 112                    | Finlandia              |
| 10                     | Žasmin Veličkov        | 110                    | Bulgaria               |

| Attacchi vincenti | Attacchi vincenti | Attacchi vincenti | Attacchi vincenti |
| Pos.              | Nome              | Punti             | Squadra           |
| ----------------- | ----------------- | ----------------- | ----------------- |
| 1                 | César Irache      | 174               | Spagna            |
| 2                 | Joosep Kurik      | 129               | Estonia           |
| 3                 | Manuel Zlatanov   | 104               | Italia            |
| 4                 | Noa Duflos-Rossi  | 103               | Francia           |
| 5                 | Guilhem Hubert    | 102               | Belgio            |
| 6                 | Gianluca Cremoni  | 101               | Italia            |
| 6                 | Ata Ünver         | 101               | Turchia           |
| 8                 | Kaapo Vanhatupa   | 98                | Finlandia         |
| 9                 | Andrej Jokanovic  | 97                | Francia           |
| 10                | Žasmin Veličkov   | 96                | Bulgaria          |
| 10                | Viktor Viljamaa   | 96                | Finlandia         |

| Muri vincenti | Muri vincenti        | Muri vincenti | Muri vincenti |
| Pos.          | Nome                 | Punti         | Squadra       |
| ------------- | -------------------- | ------------- | ------------- |
| 1             | Tymoteusz Lenik      | 35            | Polonia       |
| 2             | Alessandro Benacchio | 27            | Italia        |
| 3             | Arel Amorós          | 21            | Spagna        |
| 4             | Patryk Dudek         | 20            | Polonia       |
| 5             | Bryan Argilagos      | 18            | Italia        |
| 6             | Noa Duflos-Rossi     | 16            | Francia       |
| 6             | Abdulvahap Han       | 16            | Turchia       |
| 6             | Artem Rjazanov       | 16            | Ucraina       |
| 6             | Dominik Tóth         | 16            | Rep. Ceca     |
| 10            | Ino Dukic            | 15            | Francia       |
| 10            | Mario García         | 15            | Spagna        |
| 10            | Gabriel Pereira      | 15            | Portogallo    |
| 10            | Ata Ünver            | 15            | Turchia       |

| Battute vincenti | Battute vincenti     | Battute vincenti | Battute vincenti |
| Pos.             | Nome                 | Punti            | Squadra          |
| ---------------- | -------------------- | ---------------- | ---------------- |
| 1                | Andrej Jokanovic     | 15               | Francia          |
| 2                | Guilhem Hubert       | 10               | Belgio           |
| 2                | Joosep Kurik         | 10               | Estonia          |
| 2                | Viktor Speltinckx    | 10               | Belgio           |
| 5                | Théo Martzluff       | 8                | Francia          |
| 5                | Joppe Rauwoens       | 8                | Belgio           |
| 7                | Noa Duflos-Rossi     | 7                | Francia          |
| 7                | Abdulvahap Han       | 7                | Turchia          |
| 7                | Maksym Svyrydov      | 7                | Ucraina          |
| 10               | Alessandro Benacchio | 6                | Italia           |
| 10               | Gianluca Cremoni     | 6                | Italia           |
| 10               | Nicolò Garello       | 6                | Italia           |
| 10               | Andres Jefanov       | 6                | Estonia          |
| 10               | Nikolaos Mponias     | 6                | Grecia           |
| 10               | Artem Rjazanov       | 6                | Ucraina          |
| 10               | Kaapo Vanhatupa      | 6                | Finlandia        |